# Christian Bodegren

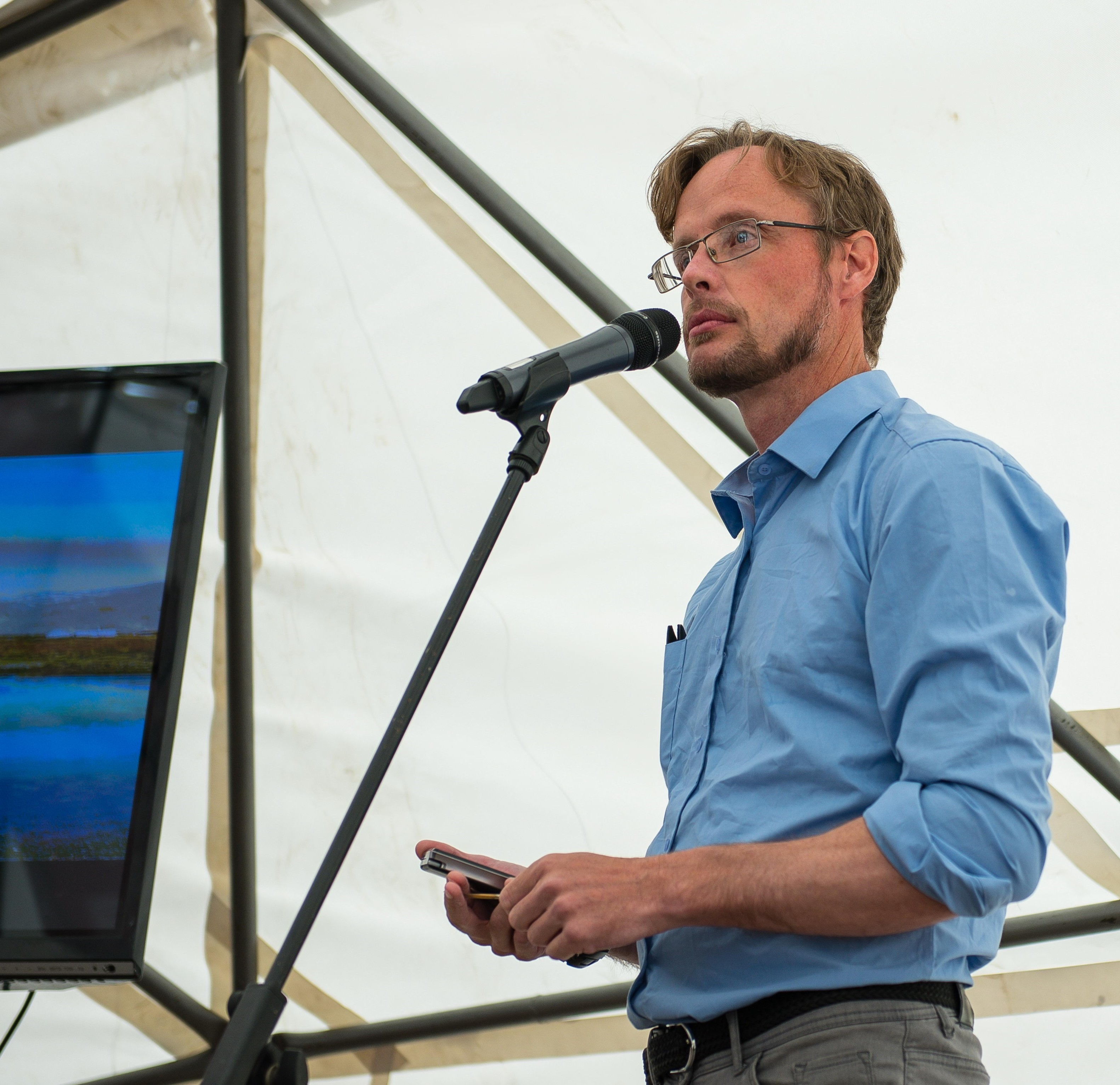
Christian Bodegren 2017.

Christian Håkan Bodegren född 4 augusti 1973 i Katrineholms församling, är en svensk äventyrare, föreläsare, oljeriggsarbetare och före detta idrottare. Han har flera gånger utnämnts till Årets äventyrare i Sverige, samt fått liknande internationella utmärkelser.

## Expeditioner

### Genom Sahara
Under sju månader 2009–2010 genomförde Bodegren en expedition genom Saharaöknen, från öster till väster, med fyra dromedarer. Starten skedde vid Röda havet i Egypten. Under vandringen blev han illa biten i nacken av en av dromedarerna. En stängd gräns mot Algeriet i södra Libyen och ett misslyckat försök att ta sig till Algeriet via Tunisien, gjorde att han till slut tvingades sälja sina dromedarer. Denna försäljning visade sig vara olaglig och han dömdes i domstol till fem års landsförvisning från Tunisien. En kort tid därefter inleddes den Arabiska våren och expeditionen avslutades utan att han nått sitt slutmål. Trots det blev han nominerad till Årets äventyrare 2010 i Sverige.

### Genom Sydamerika i en kajak
År 2011–2012 paddlade han kajak solo i 280 dagar på olika flodsystem genom den sydamerikanska kontinenten, från Orinocos floddelta i Venezuela till Argentina och Río de la Plata. Hans rutt gick genom följande flodsystem: Orinoco, Río Atabapo, RioTermi, Río Guainía, Rio Negro, Amazonfloden, Madeirafloden, Mamoréfloden, Guaporéfloden, Paraguayfloden, Paranáfloden, Tigre samt Río de la Plata.
Han paddlade även genom en av jordens största våtmarker Pantanal i Mato Grosso. 
Av denna cirka nio månaders paddeltur bestod fem månader av motströms paddling. Det är den längsta solopaddlingen med kajak i historien som har gjorts genom den sydamerikanska kontinenten.
Detta blev Bodegrens internationella genombrott och förlänade honom ett Best of ExplorersWeb 2012 Award i USA och han utnämndes till Årets Svenska äventyrare 2012. Han fick även två tunga nomineringar i USA och Europa. Även Guinness rekordbok hörde av sig och ville lyfta fram Bodegrens kajakprestation.

### Genom Mongoliet och Kazakstan
År 2016–2017 vandrade Bodegren under ett år med baktriska kameler genom Mongoliet och Kazakstan till Kaspiska havet.
Vandringen startade i Mongoliet söder om Ulan Bator i Bayan-Unjuul och avslutades vid Kaspiska havet nära byn Zhanbay i Kazakstan. Han passerade även Uralfloden i Kazakstan, vilket är den flod som utgör gränsen mellan Asien och Europa. Under expeditionen färdades han 5095 km med två kameler, en i varje land. Det har betecknats som den längsta solovandringen med baktriska kameler i modern tid.
Under färden blev han antagen som medlem i den anrika Explorers' club i New York och hans expedition blev föremål för ett mycket stort medialt intresse i Kazakstan. 

## Nomineringar och utmärkelser
- 2011 – Nominerad till Årets Äventyrare 2010 i Sverige.[24]
- 2013 – Utsedd till Årets Äventyrare i Sverige 2012.[25]
- 2013 – Utsedd till Best of ExplorersWeb 2012 Award i USA [26]
- 2013 – Nominerad till CKAwards 2012 Expedition of the Year I USA.[27]
- 2013 – Nominerad till The European Adventurer of the Year 2012.[28]
- 2017 – Antagen som medlem i The Explorers Club.[29]
- 2018 – Utsedd till Årets Äventyrare i Sverige 2017.[30]
- 2019 – Utsedd till en av de coolaste svenska upptäcktsresande i historien.[31]